# Lobivia nigricans
Lobivia nigricans là một loài thực vật có hoa trong họ Cactaceae. Loài này được Wessner mô tả khoa học đầu tiên năm 1940.